# DAC 1912 FC
A DAC Utánpótlás FC egy győri labdarúgócsapat. Hagyományosan a Győri ETO FC mögött a második számú győri csapatnak számított, de az utóbbi években a Gyirmót előretörése miatt már inkább harmadik számú. A több mint 100 éves múltja valamint az 1970-es illetve 1980-as évek eredményes kupaszereplései miatt patinás egyesületnek számít országos szinten is. A klub korábban több szakosztályt is működtetett: labdarúgás, asztalitenisz, kerékpár, kosárlabda, röplabda, sakk, teke, tenisz, természetjárás, tömegsport, úszás. Mindezekből jelenleg a labdarúgó-szakosztály maradt meg. A klub többszöri tulajdonváltás és újraalakulás után jelenleg a Győr-Moson-Sopron megyei bajnokságban vitézkedik. A felnőttek mellett hét korosztályos csapatot versenyeztet az egyesület (U13, U12, U11, U10, U9, U8, U7).

## Rövid történet
A klub 1912-ben alakult III. Kerületi SK néven. 1913-ban egyesült a Nádorvárosi TK-val, s 1914-ben hivatalosan is bejegyezték Dunántúli Atlétikai Clubot. 1921-ben megnyerte a Nyugat-Magyarországi Labdarúgó Kerület Győri Alosztályát. 1923-ban újabb fúzió következett: a DAC-ba beolvadt a Hungária SE és Vasutas SE és létrejött a DAC-Hungária Vasutas SE. 1936-tól TEDAC néven folytatta az egyesület, majd 1945-ben MÁV-DAC néven szerepel. A továbbiakban a vasút kirakatcsapata lesz, Győri Vasutas, GyVSE-DAC és Győri Lokomotív SE néven szerepel. 1960-ban megnyerte a negyedosztályt, 1961-ben újoncként a harmadosztályt. 1966-ban kiesett, de három év múlva visszajutott. Az elkövetkező években erős másodosztályú csapat lett, de a feljutás nem akart összejönni. A klub legszebb időszakának az 1970-es évek második felét, valamint az 1980-as évek első felét tekinthetjük. Már a hetvenes évek végén legendás játékosok játszottak a csapatban, a nyolcvanas években pedig a Kupában törtek borsot több NB I-es klub orra alá. A klub 1980-ban új stadiont épített a klub Nádorvárosban, a csapat azóta is itt játszik. 1986-ban ismét bajnokok lettek, igaz a harmadosztályban. Az 1990-es években kiszállt a MÁV, s a csapat a megyei bajnokságig süllyedt vissza. 2001-ben azonban új tulajdonosa lett érkezett és az egyesület is új nevet kapott, ekkor vette fel az Integrál-DAC elnevezést. A csapat egészen a másodosztályig verekedte fel magát, de a 2006/2007-es szezont óriási csalódásra a 11. helyen végzett a csapat. Ezért a vezetőség – először Magyarországon – elküldte a teljes csapatot, s teljesen új játékosokat, valamint új edzőt is hozott, aki a DVSC-vel az UEFA kupa tavaszi idényébe jutó Szentes Lázár lett. Megemlítendő még, hogy a csapatnál tevékenykedett sportorvosként Dr. Ferenczy Imre MÁV-főorvos 1963-tól 2006-ig, 43 éven át megszakítás nélkül. 2009 januárjában a szponzor kilépése miatt a csapat neve DAC 1912 FC-re változott. Az elkövetkező években a csapat megjárta a poklok, és a legalacsonyabb osztályból kellett újrakezdenie. Néhány év alatt végül a negyedosztályig (megyei I. osztályú bajnokság) jutott, ahol stabil középcsapattá vált. A 2015-16-os idény végén az akkori klubvezetés bejelentette, hogy a klub a következő évben anyagi okok miatt nem indul semelyik bajnokságban és megszűnik. Farkasházy László, néhány lelkes szakember és szurkoló ebbe nem nyugodott bele, és néhány nap alatt megalapították a DAC-Utánpótlás FC-t, mely a 2016/2017-es szezonban elindult a Győr-Moson-Sopron megyei III. osztály Északi csoportjában, majd az idény végén csoportmásodikként feljutott a megyei másodosztályba.

## Riválisok, baráti klubok
Rivális csapatok
A DAC legnagyobb riválisa a Győri Dózsa volt, mellyel legendás rangadókat játszottak az évtizedek során. Ennek a rivalizálásnak az egyik legemlékezetesebb momentuma az 1960-as években az volt, amikor a Győri Dózsa szurkolói egy kék-fehér koporsóval érkeztek meg a DAC akkori stadionjába, jelképezve ezzel: "Ma temetni jöttünk a DAC-ot". A kék-fehér szurkolók nem ápoltak túl jó kapcsolatot a többi városi riválissal sem, vagyis a Győri ETO-val illetve a Gyirmóttal. A vidéki klubok közül elsősorban a Pápa, a mosonmagyaróvári MOTIM és az utóbbi időben az ugyancsak mosonmagyaróvári MITE számít a csapat riválisának.
"Baráti" csapatok
A DAC jó hangulatú, mindig baráti meccseket játszott az MTK-val, a Vasassal, a dunaszerdahelyi DAC-cal, valamint az elmúlt évtizedek során jó kapcsolatokat ápolt a Debreceni VSC-vel, a Videotonnal és a szombathelyi Haladással.

## Híres edzők
- Nagy László
- Szentes Lázár
- Bundzsák Dezső
- Szepessy László

## Híres játékosok
- Hannich Péter
- Herczeg Miklós
- Korsós Attila
- Póczik József
- Korsós György
- Jäkl Antal

## Szakmai stáb
| Ügyvezető         | Vezetőedző | Klubigazgató | Kommunikációs igazgató | Klubmenedzser | Technikai vezető | Intéző       | Gyúró            |
| Farkasházy László | Jäkl Antal | Arnold Csaba | Friesz Zsolt           | Kappel Tamás  | Békés Ferenc     | Marányi Ernő | Kozicz Krisztián |

## Játékoskeret
| Kapusok | Kapusok            |
| ------- | ------------------ |
| -       | Nagy Richárd       |
| -       | Simigla L. Richárd |

| Hátvédek | Hátvédek        |
| -------- | --------------- |
| -        | Ganzer Szilárd  |
| -        | Szikrai Tamás   |
| -        | Váczi Milán     |
| -        | Szűcs Dávid     |
| -        | Gerencsér Márk  |
| -        | Hajmási Rajmund |
| -        | Mészáros Márk   |

| Középpályások | Középpályások       |
| ------------- | ------------------- |
| -             | Fajkusz Dániel      |
| -             | Nacsa Károly Attila |
| -             | Pintér Dávid        |
| -             | Tóth Dániel         |
| -             | Bankó Balázs        |

| Csatárok | Csatárok            |
| -------- | ------------------- |
| -        | Markó Dániel        |
| -        | Rózsavölgyi Patrik  |
| -        | Szauder Bence       |
| -        | Samodai Áron        |
| -        | Tüzes János         |
| -        | Cséve Patrik József |